# Triozocera tecpanensis
Triozocera tecpanensis är en insektsart som beskrevs av Harry Brailovsky och Márquez 1974. Triozocera tecpanensis ingår i släktet Triozocera och familjen Corioxenidae. Inga underarter finns listade i Catalogue of Life.